# Nyitra (folyó)
A Nyitra a Vág bal oldali mellékfolyója Szlovákiában, hossza 197 km. A Facskói-hágó alatt, a Kis-Fátrában. Felső folyásánál több kisebb patakot, köztük bal felőle a Handlovai-patakot valamint a Nyitricát, jobb felől a Bebravát és a Radosnát. Az alsó folyásánál szedi fel a Zsitvát, mely 99,3 km-es hosszával a leghosszabb és 1 243,6 km²-es vízgyűjtő területével a legnagyobb mellékfolyója.

## A Pallas nagy lexikonából (1894)
A Nyitra a Duna bal oldali mellékfolyója, mely a Facskói-hágó alatt ered. Eleinte dél felé folyik, Bajmócnál délnyugat felé fordul és ezen irányát Nagytapolcsányig megtartja. Itt irányát dél-délnyugativá változtatja, de Sarlókajszánál dél-délkeletre folyik és Nyitrát nagy kanyarulattal körülfollya, lassanként déli irányt vesz föl. Eddigi folyása, a Nagykosztolány és Brogyán közti szakaszt kivéve, mely az egykori Bars vármegye területét érinti, az egykori Nyitra vármegye területére esik. Érsekújvárnál azonban, ahol egyúttal délnyugatnak, majd ismét délnek fordul, az egykori Komárom vármegyébe lép át, és itt Komáromtól északra a Vág-Dunába ömlik. Völgye felső részében keskeny és gyors esésű, alsóbb részében, Nyitrazsámbokréttől kezdve, tágasabb, termékeny. Nyitránál összébb szorul, de a város alatt ismét kitágul és Komját táján a Kisalföldre jut. A Nyitra folyása, mely felső részében is lassabb a vele párhuzamos folyású Vágénál és ennél kevésbé veszedelmes is, Komjáttól kezdve lomha, kanyargós, alsó szakaszának mellékei mocsarasak. Alsóköröskénynél a Csetenka-patak ága szakad ki az anyafolyóból, amely vele párhuzamosan kanyarog dél felé és Kisváradnál ismét belé folyik. A Nyitra egész hossza 174 km, forrásának a torkolatától való egyenes távolsága 129 km. Legalsó részében, Naszvadtól kezdve lefelé (15 km hosszúságban) tutajozható. Vízgyűjtő területe 5870 km².

### Megjegyzés
A folyószabályozások miatt némi változás van a Pallas-ban írt állapothoz képest: Alsóköröskénynél a Nyitra két ágra szakad: a Kis-Nyitrára (Malá Nitra vagy Nitranka) és a Cétényke-patakra. Az elterelések során az egykori Cétényke-patak (régi nevén Csetenka-patak) lett a nagyobb folyó (szlovákul ezt nevezik Nyitra folyónak), míg az eredeti Nyitrát ma már csak Kis-Nyitrának nevezik. Zsitvafödémes alatt Ohajnál a Zsitvát is beleterelték a Cétényke-patakba (a főágba). Kisvárad alatt a mellékág (a Kis-Nyitra) belefolyik a Cétényke-patakba. A Nyitrát a 20. század 60-as éveiben elterelték, így az Érsekújvár alatti Kamocsánál belefolyik a Vágba. A megmaradt mederben folyó patakot hívják Öreg-Nyitrának, amely Komárom fölött folyik a Vágba.
Zámody József 1789-es Nyitra vármegye térképén a Céténke Szőlőstől északra hibás vonalvezetésű, talán a Kádán-patak vonalát követi.

## Fontosabb mellékfolyói
- jobb felől a Kis-Nyitra vagy Belanka (Nagybilicnél), a Radisa (Praznóccal szemben) és a Radosna (Sarlókajsza mellett),
- bal felől a Handlovai-patak (Kós közelében), a Zsitva (Partos közelében) és a Nyitrica. Az egykori mellékágba a Céténykébe folyik a Pográny-patak[2] (Gyarmati-patak; Kádánka; Vízkei-árok) és a Panni-patak.[3] Előbbi Nagycétény felett, utóbbi alatt folyik a folyóba.

## A folyó melletti települések
- Bajmóc
- Nagytapolcsány
- Nyitra
- Érsekújvár

## Képek

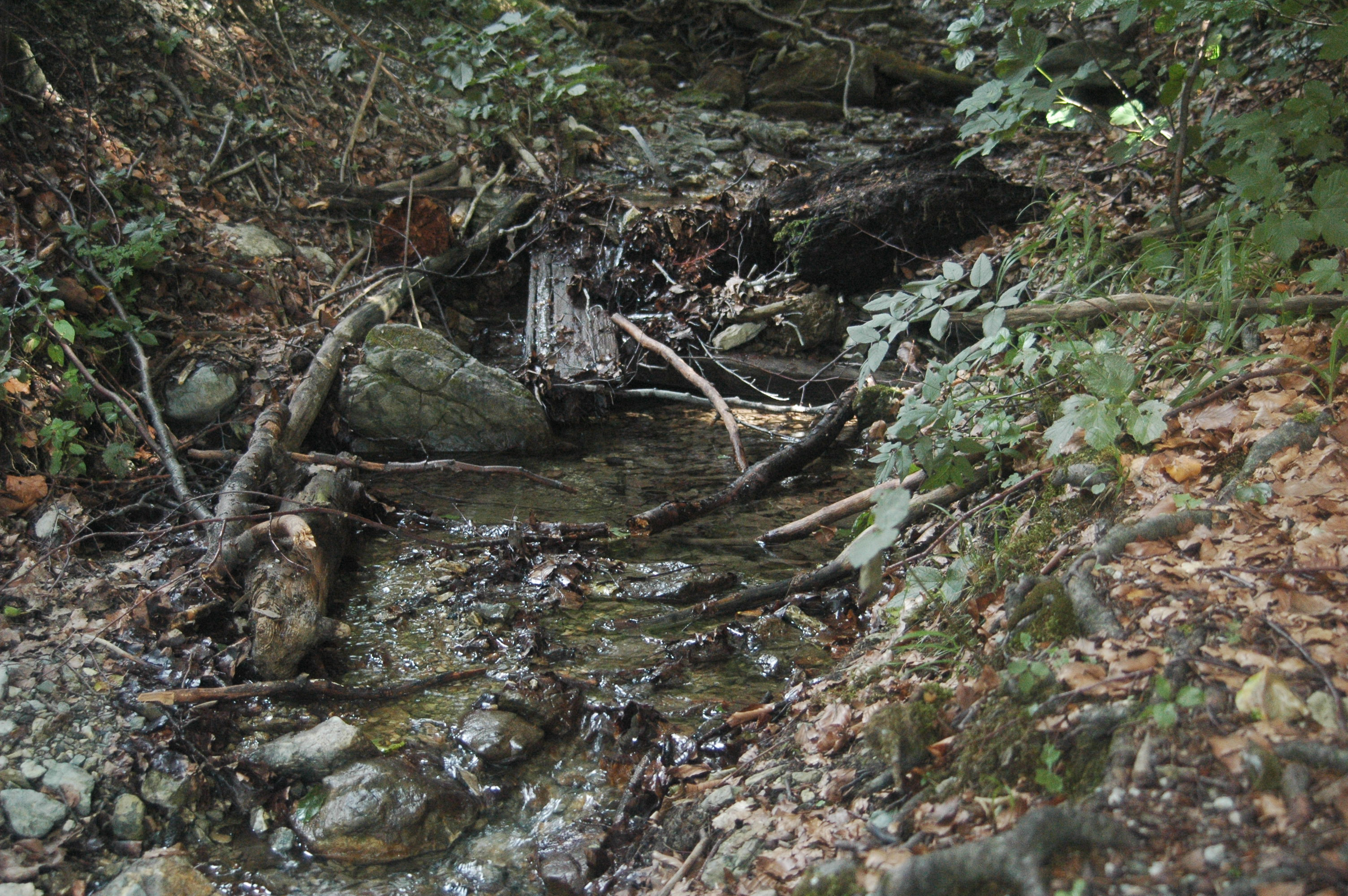
A Nyitra forrása
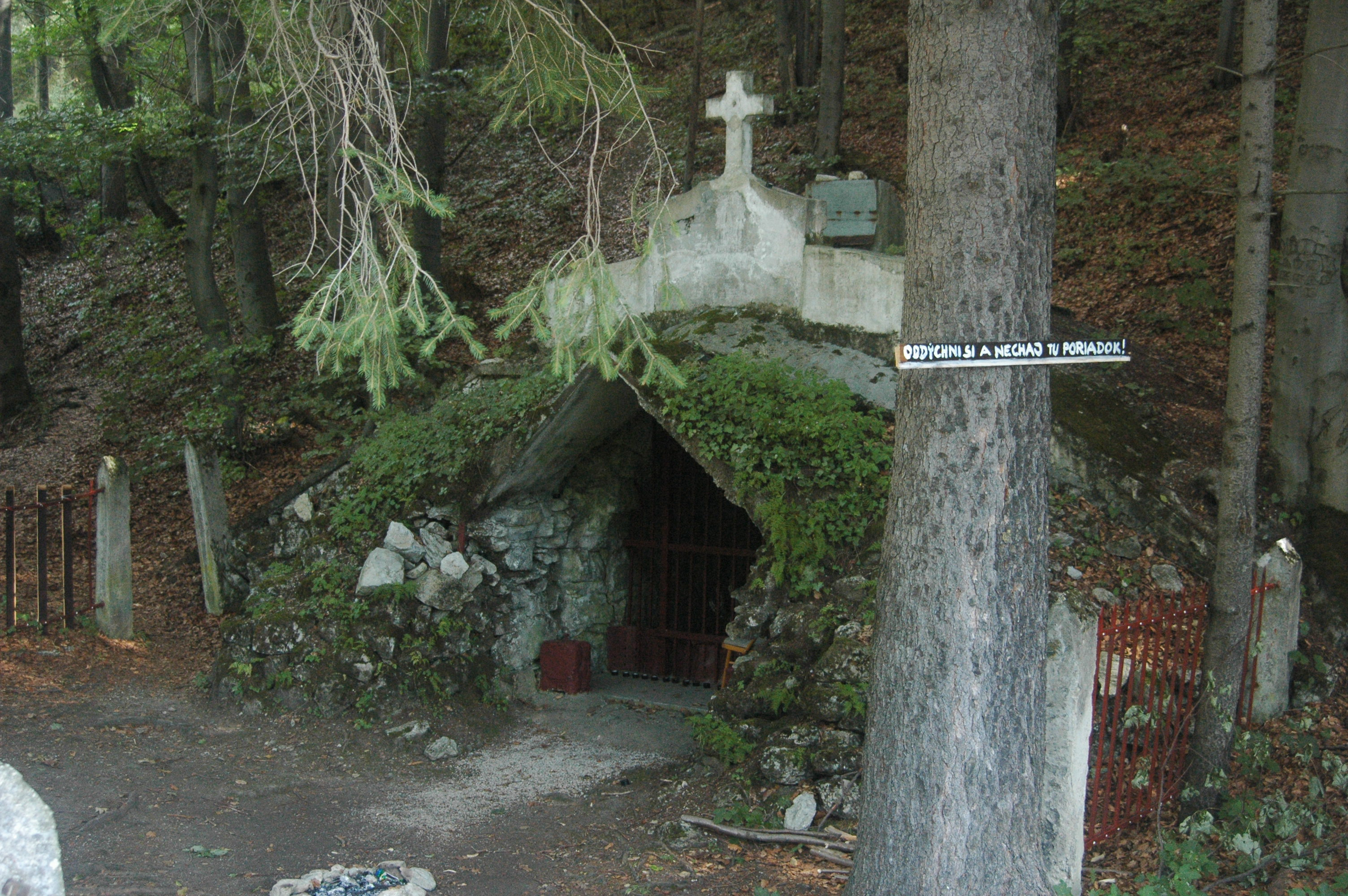
Kápolna a forrásnál
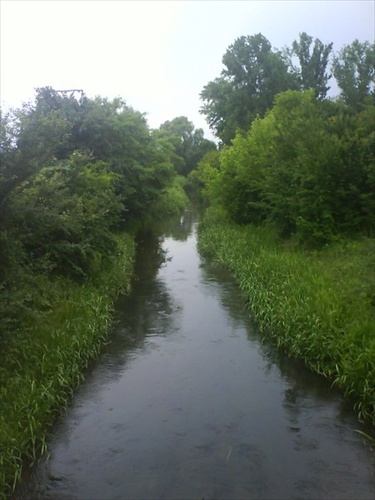
A Kis-Nyitra Komjátnál
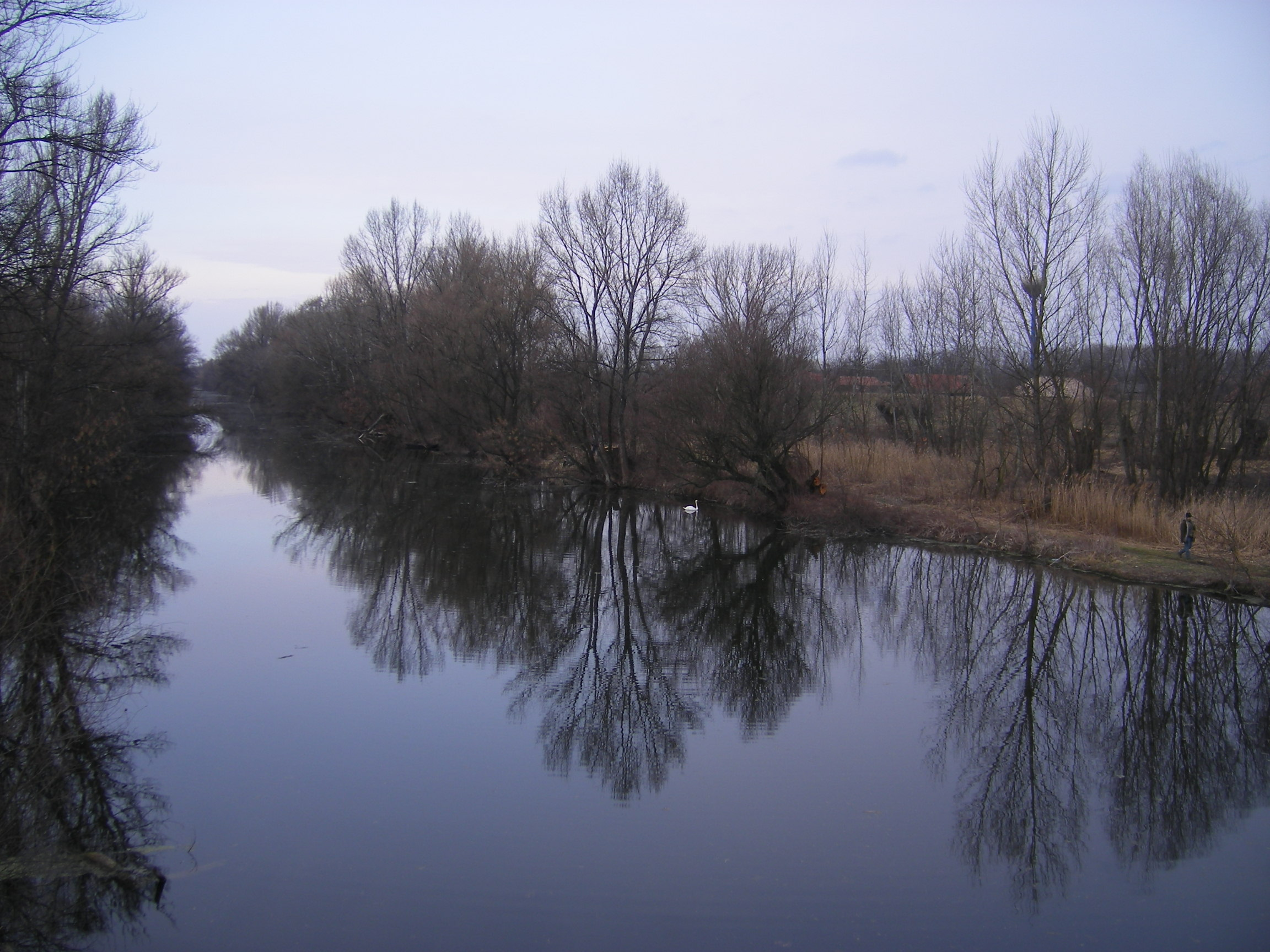
Az Öreg-Nyitra Martosnál